# 도쿄 방언
도쿄 방언(東京方言 도쿄호겐[*])은 에도 및 도쿄에서 사용되어 온 일본어의 방언이다. 야마노테코토바와 에도말이 포함된다. 메이지 시대에 중류 계층의 야마노테코토바를 기반으로 일본의 표준어 (태평양 전쟁 후에는 공통어)가 정비되었기 때문에, 공통어와 도쿄 방언은 동일시되는 경향이 있지만, 시타마치를 중심으로 표준적으로 간주되지 않는 도쿄 특유의 발음이나 표현도 적지 않다.